# Campo Limpo (distrito de São Paulo)
Campo Limpo es un distrito ubicado en la zona sur de la ciudad de São Paulo, Brasil. Administrativamente pertenece a la subprefectura homónima. Es el noveno distrito más populoso de toda la ciudad de São Paulo. 
Una de las hipótesis para el origen del nombre del distrito radica en el hecho de que, antiguamente, en las cercanías existió una antigua hacienda perteneciente al Jockey Club de São Paulo. Poco se sabe sobre la creación del distrito, pero los residentes más antiguos especulan que el distrito de Campo Limpo se originó en la Fazenda Pombinhos, propiedad de la familia Reis Soares, a mediados de 1937. Varias colonias de japoneses, italianos y portugueses se establecieron en la región. al bajo precio del suelo en aquella época.

## Distritos limítrofes
- Municipio de Taboão da Serra (noroeste)
- Vila Sônia y Vila Andrade (este)
- Jardim São Luís y Capão Redondo (sur)